# Henri Weenink
Henri Gerard Weenink (Amsterdam, 17 ottobre 1892 – Amsterdam, 2 dicembre 1931) è stato uno scacchista e compositore di scacchi olandese.

## Biografia
Principali risultati di torneo:
- 1918:  2º ad Amsterdam, dietro a Willem Fick
- 1919:  4º ad Amsterdam, dietro a Richard Réti
- 1919:  2º ad Amsterdam, dietro ad Abraham Speijer
- 1921:  2º-3º nel torneo quadrangolare di Amsterdam
- 1923:  13º (su 20 partecipanti) nel torneo di Scheveningen (vinsero Rudolf Spielmann e Paul Johner)
- 1928:  vince il campionato di Amsterdam davanti a Salo Landau
- 1929:  2º-3º con Salo Landau nel Campionato olandese (vinse Max Euwe)
- 1930:  1º ad Amsterdam, davanti a Euwe e Spielmann

Partecipò con i Paesi Bassi a quattro Olimpiadi: 
- nella 1ª olimpiade di Londra 1927  (+5 –7 =3)
- nella 2ª olimpiade di L'Aia 1926  (+3 –6 =7)
- nella 3ª olimpiade di Amburgo 1930  (+7 –3 =6)
- nella 4ª olimpiade di Praga 1931  (+2 –9 =6)

Weenink è stato anche un compositore di problemi e studi di scacchi. Scrisse tre libri sull'argomento:
- Het schaakprobleem, ideeën en scholen, 1921
- Eindspelen I-LIV, Margraten 1992
- David Przepiórka. A Master of Strategy, Amsterdam 1932

Morì di tubercolosi all'età di 39 anni.